# あっちこっち

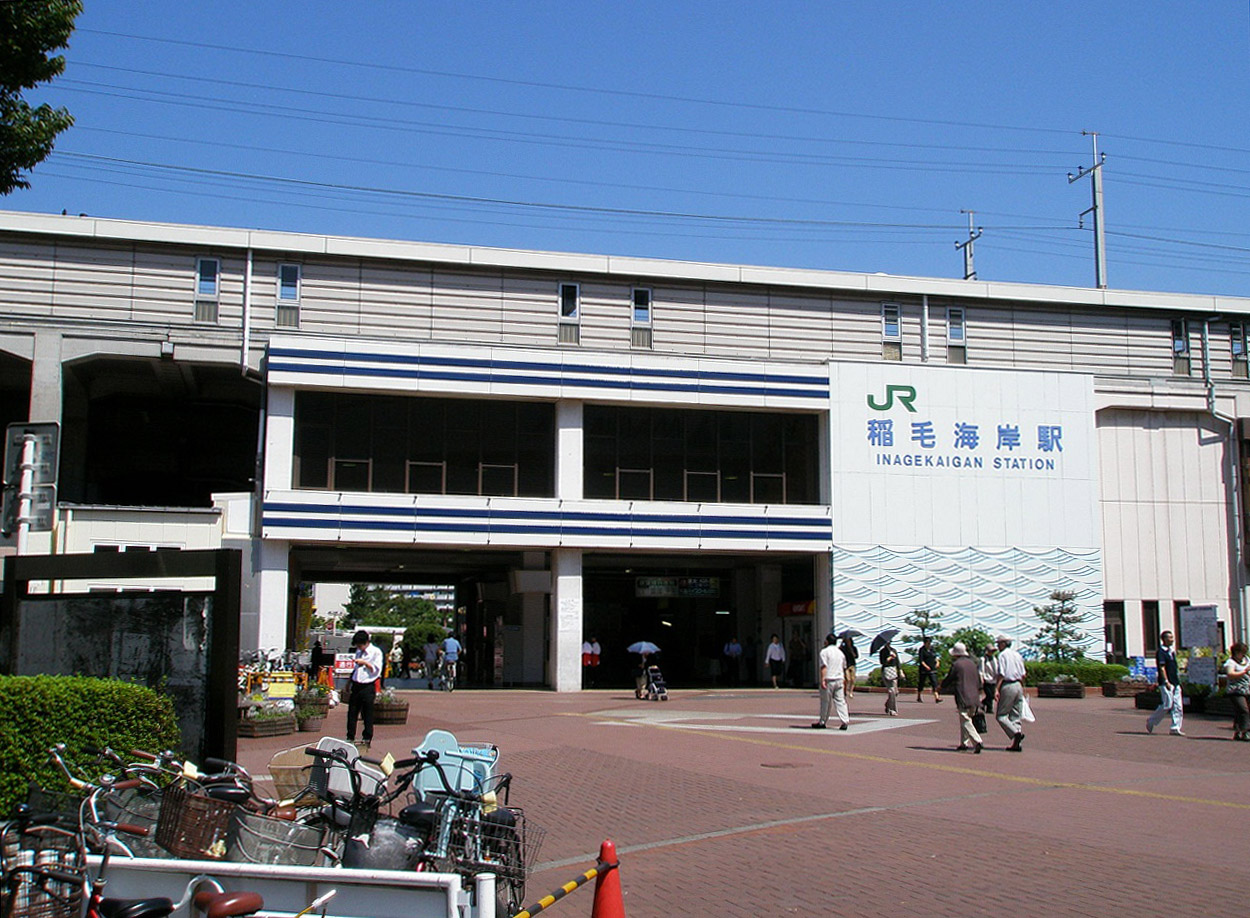
アニメ版に登場する猫毛海岸駅のモデルとなった稲毛海岸駅

『あっちこっち』は、異識による日本の4コマ漫画作品。『まんがタイムきらら』（芳文社）2006年10月号から12月号の3か月連続の読みきりの後に連載開始となった。タイトルの英語表記は「PLACE TO PLACE」。
『まんがタイムきらら』2012年1月号でテレビアニメ化が発表され、同年4月から6月までTBS系にて放送された。

## 概要
千葉県のとある高等学校「県立猫毛高等学校」を舞台にツンデレ少女・つみきと朴念仁の伊御を中心として繰り広げられるラブコメディである。つみきと伊御の微妙な距離感に見ている方が恥ずかしくなり、つい2人にちょっかいを出してしまうという周囲の人間の反応は、そのまま読者の代弁でもある。1巻の帯には「読んだらゴロゴロすること間違いなし」と書かれている。
つみきは伊御を強く意識しているが、素直に甘えることができずにいる。つみきの気持ちを知ってか知らずか、伊御はつみきに優しく接しているが、はっきり恋人と言える仲までは届かない。そんな2人を周囲の友人達は、後押ししたり混ぜっ返したり鼻血を噴いたりと賑やかに見守っている。
作中では過去のアニメやゲーム、2ちゃんねる用語、ニコニコ動画で流行った動画、東方Projectのキャラクターのセリフなどが登場する。

## 登場人物
※担当声優は、ドラマCD版 / TVアニメ版の順。1つだけの場合はTVアニメ版のものとする。
登場人物のほとんど（主に猫毛高校の生徒）は、妙に人間離れした身体能力を持っているものが多い。
音無 伊御（おとなし いお）
声 - 櫻井孝宏 / 岡本信彦
本作の主人公。朴念仁な三白眼の眼鏡男子。誕生日は10月15日。マイペースな性格だが、女性には相手を問わず紳士的。黒みがかったショートヘアで、触覚毛は感情によって動く。つみきのことはとても大事にしており、明らかに他の女性とは違う扱いをしているが、恋人として認識している風ではない。2人の仲について悩む様子を見せないため、ポーズなのか、天然の域に達した鈍感なのか、判断が付きにくい。しかしコミックス3巻では彼女に恋心を抱くようになる（ただし本人は恋心とは分かっておらず、唯一その感情を見た榊は本人が分かるまで黙っていることにした）。
ポジション的には周囲の非常識な言動や行動に対するツッコミ役だが、時折とんでもなくロマンティックな言動をさらりと行うこともある。それらは主に無自覚で行われ、その際は主につみきと姫をKOすることが多いが、榊などに促されて自発的にそういった発言を行う時にはさらに周囲の女子達をもまとめてKOするほどの威力を発揮する。昼は購買派で、焼きそばパンなどを好み、購買の人気メニューなどが関わると、触角毛が動き、珍しく本気になる。
特技はペン回しだが、ペン以外でも手にした小物はだいたい回す（バスケットボール、鉄ベラ、割り箸、花火、ドライバー、サイコロなど）。その技術は常人の域をやや超えており、「箸を持たせると高速回転させてあらゆる攻撃を跳ね返す鉄壁の防御力を発揮する（アニメ3話では割り箸を3本同時に回していた。）」「串を投げて川を泳ぐ魚を仕留める」「爪楊枝を投げて蚊を狙い打つ」など。
身体能力も非常に優れているようで、購買の焼きそばパンが50円になった際など、急いで購買へ向かう際に2階から飛び降りて見せた。手先が器用で料理（両親が仕事でいないことが多いため自主的に身に着けた）の他、手編みのマフラーや帽子、あみぐるみを作ったりと女の子顔負け。UFOキャッチャーも得意で部屋に大量のぬいぐるみがある。音楽ゲームであるbeatmania IIDXの楽曲「冥」や「卑弥呼」のANOTHER譜面（つまり最難度）を片手でフルコンボするというとてつもない腕前を持っている（現実には片手どころか両手でのフルコンボ者が数人という譜面である）。縁日の型抜きでは何も描かれていない型から画鋲を使わず指一本から放つ衝撃を調整し、ギターを持った平沢唯を完成させた（原作では三千円、アニメでは1万ポイントの出来だった）。
動物に好かれやすく、特にネコを呼び寄せる能力を持つが、頭の上には必ず黒猫が乗る。金魚すくいではポイを破って火の輪くぐりのごとく金魚が大量に入ってきたうえ、榊がすくった金魚まで呼び寄せた。
姫や榊と一緒に「ハチポチ」でバイトしている。
寒さ・ホラー系統は苦手（スケートの時に死んだような目で見る、ホラーの回に「見た後に（ゴミ箱付近に）アレがいそう」と言うなど）。チョコレート単体は食べられないが、チョコ菓子なら食べられる。
華奢な見た目からキクヱに「イオ君なら女子の中に紛れてても解らない」と遠まわしに「男の娘が似合いそう」と言われたことがある（しかも『紛れてても解らない』ことはクラスメイトに納得された）。
演劇時の役は「王子」（ただし、クラスメイトからはシンデレラ役も見てみたかったと言われている）。
御庭 つみき（みにわ つみき）
声 - 斎藤千和 / 大久保瑠美
本作のヒロイン。伊御のことが好きなツンデレ少女。誕生日は1月11日。猫っぽい性格として描かれており、たまにネコミミの生えたデフォルメで描かれることもあり、稀に尻尾も描かれる。左利き。
友人達より頭一つ分低いちびっこで、ジト目（たまに猫目なることもある）にヘの字口。腰の下まである青のロングヘアで、上向きに一本くるりと巻いたアホ毛が特徴。五人の中では基本的に伊御と同じツッコミ役のポジションだが、榊や真宵のノリに同調することもあり、中には自らアイデアを提供したこともある。緊張している時は発言を噛むことがあり、幼児言葉のようになる。
基本的に無愛想だが伊御に優しくされると嬉しがるが、ツンデレなので自分から甘えに行くことはできない。しかし、伊御が他の女の子にやさしくすると、途端に機嫌が悪くなり、しまいにはその女子に食いつく。また、気分を逆撫でされると相手が伊御でも遠慮なく噛み付く（というか主に伊御が噛み付かれている）。また、真宵と榊のことは嫌っているわけではないが、彼らのトラブルメーカー振りには若干面倒臭がっている。
高い戦闘能力の持ち主で伊御絡みであると更に倍増し、また強大な猫のオーラを醸し出すこともある。微炭酸で酔ってしまい、強制的にデレ（?）状態になる。ツンネコという新しいジャンルを確立しつつある。伊御にかわいがられたり、彼からのロマンティックな言動を受けたりして、姫と同じリアクションをすることもしばしば。不機嫌な時は「つーん」、激昂すると「ふかーっ!」、「何よ」を「あによ」と言う。また、姫ほどではないが伊御のことになると鼻血が出てしまうこともある。
その他、成績は学年トップクラスで料理も上手など、表に出ることは少ないが全般的に能力が高い（ただし、勉強などを人に教えるのは苦手な模様）。
演劇時の役は「シンデレラ」（劇中ではにゃんデレラと呼ばれることも）。
春野 姫（はるの ひめ）
声 - 中原麻衣 / 福原香織
本作で1、2を争うドジっ娘。誕生日は5月12日。誰にでも穏やかで優しい性格（榊曰く「成分の半分以上がやさしさでできてる」）で、登場する女性メンバーの中で礼儀正しく特におしとやかな感じの常識人。天然な発言を多く使い、「はい」を「はひ」と言う傾向がある。髪は栗色のショートボブヘアで左右に結ってある黒のリボン（アニメでは紺色）が特徴。他人の恋愛模様に感情移入しやすい性格なのか、つみきと伊御の間にラブコメシーンが展開されるたび、ラブで萌えな空気に当てられ鼻血を噴くことが多い（単行本で一ページに一回二回の割合）。一同の中では押しが弱い方で、頻繁にパニックになる。また、気弱さから真宵や榊にからかわれることも多々あり、特に真宵が熊の着ぐるみを着たときは熊がトラウマになるほど追い回された。
主要メンバーの中では最も身体能力や反射神経が低く、先生から用事を押し付けられないために発せられた伊御の「散れ!」にクラスの中で唯一反応できなかったり、校内ゲーム大会では「（皆さんの中では）お荷物」と落ち込んでいたが、貸し別荘でのバーベキューで満腹になった姫を真宵がからかったため、憤慨して非常に速い張り手を喰らわせ吹っ飛ばしたことがある（場に居合わせた、張り手を喰らった真宵はもちろん、高い動体視力と身体能力を持った伊御、つみき、榊も唸ったほど）。また、昔から田舎（どこかは不明）に行ってやっていたというスケートは得意。
伊御や榊と一緒に「ハチポチ」でバイトしている。
また機械類は苦手な様子（テレビの録画予約が出来ないなど）。
演劇時の役は「姉先輩」（シンデレラで言う所の意地悪な姉。普段見られそうにないからという理由で票が集まったが、実際はいつも通りだった）。
伊御のことを「君」づけ、つみき、真宵、榊のことを「さん」づけで呼ぶ。
片瀬 真宵（かたせ まよい）
声 - 植田佳奈 / 生天目仁美
科学技術に長けた少女。誕生日は9月10日。面白さを追求する自身の性格からか若干暴走気味な、トラブルメーカーその1。バレンタインデーにチョコの中にカエルの肉を入れたことがある（榊曰く「キモチョコ」）。
制服の上を着たのは入学前のサイズ合わせのときだけで、普段は白衣を常用している。そのため、学園祭で白衣を却下されて白衣を脱いだ時は、クラスメイトに通報されかけた。私服ではあまり白衣を着ていない。また、白衣は季節により厚手と薄手に変えている。
髪はオレンジのボブカットでお団子二つ（その上にカバーをつけており、短い時など中身が小さい時にカバーを外すとガッカリされるらしい）、目が前髪で隠れている（素顔は一切描かれていないため不明）。語尾に「〜じゃ（よ）」というのがよくつき、「フェッフェッフェッ」と笑う。また会話のところどころに「にゃ」（もしくは「にゃん」）などと付くことがある。
よくつみきをからかっては手痛い反撃を受け、毎回痛い目に遭っているにもかかわらず、またからかってしまうことが多く、その上つみきが自分にツッこまないことを不満に思う、つみきに「はたき」で叩かれて悦ぶなど等マゾヒストではないかという（例：伊御や佳奈に「マゾイさん」と言われるなど）疑惑をかけられている。
自身のバストサイズが増えたことを男子がいる前でも平然と言うなど大胆、だが意外にも中身は女の子。主要メンバーのうち、唯一料理ができない。メインの女子3人組では最もスタイルが良く、そのことでつみきや姫に僻まれることが多々ある。また、作中では照れた時の鼻血を1度も出していない。
彼女の作る発明は彼女をよく知る友人ですら驚くギミックが搭載されている。雪合戦で雪玉を自動生成するマシン（声 - 高橋伸也）をはじめ、缶蹴り大会では校舎の床に空き缶を格納するシステムを仕込み、学園祭のクレープ屋台では怪しげなハイテク機材を惜しげもなく導入する、顔の部分がパーカー状になっている熊の着ぐるみにはフェイスカバーを取り付け、それを閉じたときに見た目は完全に熊に見えるようにする（姫と榊にある種のトラウマができるほどの完成度）など枚挙に暇がない。
伊御と榊のために用意していた学園祭用（暫定）の衣装がなぜかホスト系衣装であった（伊御は黒・白、榊は白・赤）。そのため、外見の刺激が強すぎたのか姫とつみきの2人は鼻血を出して卒倒した。
登場するキャラクターの中で唯一男子に下着を見られている。
原作との相違点としてアニメのみ彼女の口が常時「ω」になっている。
演劇時の役は「魔女」（この演劇中でもトラブルメーカー）。
伊御、つみき、榊のことを「さん」づけ、姫のことを「姫っち」と呼ぶ。
戌井 榊（いぬい さかき）
声 - 保志総一朗 / 浅沼晋太郎
伊御の男友達で幼馴染。誕生日は4月14日。5人グループでは1人だけクラスが違う。トラブルメーカーその2。よく真宵と組んでつみきと伊御を冷やかす。鼻血は噴かないが、運が悪いためよく出血する。
よく全く関係ない所にいるにもかかわらずボケの被害に遭う。髪は明るい黄土色のショートヘア。
ここ2年ほど初詣での願い事は「伊御がうなじ好きになりますように」（翌年では神様が叶えられないなら自分が叶えると宣言）。自宅がケーキ屋であり、伊御や姫と共にバイトしている。料理が得意。手先が器用で、よく伊御とジェンガ対決をするがありえない角度と高さになる。伊御同様身体能力が非常に優れており、購買に向かう際に一緒に2階から飛び降りて見せたり、缶蹴り大会の際は咲と共に重力を無視した動きをする。
前述のキモチョコを作った真宵への復讐に豚足入りマシュマロを考案したことがあり、次のホワイトデーで本当に作ってしまった。
自分宛のラブレターを伊御から受け取ったり、逆に伊御宛のラブレターの配達を断ったりしているが、彼女はいない模様。
演劇時の役は「隣国王子」（王子の友人で舞踏会を企画しようとした。が、王子の正論で説き伏せられ祭りにダンスパーティーを組み込むという形で妥協した）。
伊御、姫、真宵は下の名前、つみきは名字で呼ぶ。
桜川 キクヱ（さくらがわ キクヱ）
声 - かないみか / 岩男潤子
伊御達の担任で姫に負けず劣らずなドジっ娘2号。銀髪と黒（アニメでは紫）のウェーブのかかったボブカットが特徴。彼女の教える授業は分かりやすいため生徒たちから慕われているが、運動全般が苦手で、大掃除の時にも「運動は苦手」と言っている。性格占いでは天然王とでた。「ですの」が口癖。みいことは友人関係で、伊御と榊とはみいこ経由で以前から知り合いだった。チョークを投げるとなぜかカーブする。彼氏はいない。
演劇時の役は「チーフ先輩」（シンデレラで言う所の継母。ツンデレ的発言が多い）。
戌井 みいこ（いぬい みいこ）
声 - 皆口裕子
伊御のバイト先「ハチポチ」の店長で榊の姉。キクヱとは友人関係にある。腰まである明るい黄土色のロングヘアが特徴。常に笑顔だが、さらりと恐ろしいことを言ったりする。榊を嫌っている素振りは見せないがさらりと絶縁宣言をしている（あくまで「ネタ」であるが）。「あらあらうふふ」が口癖。
どんなこと（自動車の運転以外）でも卒無くこなし、彼女が驚くシーンが想像できない傑物。伊御が唯一頭の上がらない人物で榊曰く「伊御の数少ない弱点の一つ」。
彼女の笑顔はつみきの接客業への関心を完全に断念させるレベル（つみき曰く「私には無理」）。
崎守 咲（さきもり さき）
声 - 桑島法子 / 高森奈津美
伊御達のクラスメイト。何度か本編に登場しているが、巻頭カラーで登場し、本格的に伊御達との絡みが出たのは『まんがタイムきらら』2008年8月号の缶蹴り大会から。
金髪の腰まで伸びたロングで（こちらはつみきと違って常時）猫耳のような突起が2つついている。スタイルは作中でもみいこと1、2を争うくらいで、プールに行った時は真宵とともにつみき達から「解せない」と僻まれたことも。俊足の持ち主で缶蹴り大会では重力を無視した動きをする（アニメでは俊敏な移動を見せている）など超人的な動きを見せる。「優しいお姉さん」的な振舞いを見せるキャラクターだが、時折笑顔でブラックジョークを飛ばすこともあり、よく真宵と一緒につみきをからかったりなどしている。また、京谷とは長い付き合いのようで、彼に対してのみはざっくばらんな口調となり容赦のないツッコミをし、校内サバイバルゲームでは京谷から遠回しに「サドちゃん」と言われたこともある（これを聞いたつみきと佳奈から「マゾイちゃんにライバルが…!」とも言われている）。
登場当初はブレザーを着ていたが、2巻以降からは黄色のベストを経てカーディガンに変えている（アニメでは後者のカーディガンに統一されている）。
演劇時の役は「白雪姫」（魔法の鏡への扱いが酷い）。
深山 佳奈（みやま かな）
声 - 田村ゆかり / 今野宏美
咲と同じで缶蹴り大会に参加した少女。伊御達のクラスメイト。活発でノリのいい性格で、明るくかしましい子。後ろで2つ縛りにしている黄緑の髪をしている。
張りぼて書割をぶち破ったり、超強力なトリモチを無視するなどかなりアクティブに暴走をする。缶蹴り大会の時は榊の家のケーキと伊御の頭なでなでしてもらう券（本人未認可）で囮役を買って出た。真宵同様、料理は苦手。
天然発言も多く、姫とのコンビプレーで伊御をよくKOさせる。
演劇時の役は「赤ずきん」（森の狼をハチの巣にして来いとG級ハンターのおばあちゃんから言われて森に来た所でシンデレラについて行く）。
つみきのことを「みにわん」、真宵のことを「マヨちゃん」と呼ぶ。
西原 京谷（さいばら きょうや）
声 - 阿部敦 / 代永翼
咲、佳奈と同じく缶蹴り大会から名ありとして登場した男子で伊御達のクラスメイト。伊御と榊とは中学時代の友人。前の2人と比べると登場回数は少ない。少しはねた黒のショートヘアが特徴。咲とは名前で呼び合うくらいの付き合いで、彼女に心無い言葉をぶつけられたりと毎回コケにされている。また、「ツンデレ」呼ばわりされることもあるが、必ず「キモイ」とセットで返される（そのたびに「キモイってゆーなや!!」と否定して（ツッコんで）いる）。大掃除の回では佳奈にポリッシャーに、雨の日は榊の滑らせたスポーツバッグに撥ねられている榊に次ぐ幸薄キャラクター。
運動能力は前2人と比べるとやや劣るが、それでも高い方ではある。
演劇時の役は「魔法の鏡」（白雪姫に鈍器扱いされたり、シンデレラに爪でひっかかれたり、割られそうになったり、投棄されそうになったりと碌な目にあわない）。
桐野 亜美（きりの あみ）
声 - 竹達彩奈 / 三宅麻理恵
たまに登場する放送委員。当初は声のみで顔は出しておらず『まんがタイムきらら』2009年7月号で女性であることが発覚した。自称「マイクをパスする放送委員」（この自称は学園祭の時に、「マイクテス」を「マイクパス」と言い間違えたことに起因する）。実は榊のクラスメイト。外ばねした明るい臙脂色のショートボブで左に分けている眼鏡女子。
伊御&榊とラジオのパーソナリティを2度行う。その時、伊御に告白勝負を挑むが完全に敗北。ついたあだ名が「きゅんきゅん放送委員（本人は否定していた）」。
滑舌が良く、演劇の時は早口言葉を指導した他、ナレーションも担当した。

## 書誌情報

### 単行本
- 異識 『あっちこっち』 芳文社〈まんがタイムKRコミックス〉、既刊10巻（2025年3月27日現在）[4]
  1. 2007年11月11日発行（10月27日発売）、ISBN 978-4-8322-7659-8
  2. 2009年1月9日発行（2008年12月25日発売）、ISBN 978-4-8322-7763-2
  3. 2010年4月11日発行（3月27日発売）、ISBN 978-4-8322-7899-8
  4. 2011年8月11日発行（7月27日発売）、ISBN 978-4-8322-4047-6
  5. 2012年8月10日発行（7月26日発売）、ISBN 978-4-8322-4171-8
  6. 2014年10月12日発行（9月27日発売）、ISBN 978-4-8322-4482-5
  7. 2017年2月11日発行（1月27日発売）、ISBN 978-4-8322-4795-6
  8. 2019年12月12日発行（11月27日発売）、ISBN 978-4-8322-7135-7
  9. 2022年10月12日発行（9月27日発売）、ISBN 978-4-8322-7397-9
  10. 2025年3月27日発売、ISBN 978-4-8322-9624-4

### 関連書籍
- 『あっちこっち アンソロジーコミック 1』2012年5月26日発売[4]、ISBN 978-4-8322-4155-8
- 『あっちこっち公式ファンブック こんぷり』2012年6月27日発売[4]、ISBN 978-4-8322-4166-4

## ドラマCD
フロンティアワークスから発売。いずれも原作のストーリーを基にしたシナリオとなっているものの、担当声優はテレビアニメ版とは異なる。
1. ドラマCD あっちこっち（2009年3月25日発売） FCCC-0145
2. ドラマCD あっちこっち2 はじけろ青春! 山だ、川だ、別荘だ! 鼻血もあるんじゃよ〜（2010年3月25日発売） FCCC-0162
3. ドラマCD あっちこっち3 天下無双のにゃん・でれ・ら（2011年7月27日発売） FFCC-0013（初回限定特装版）、FFCC-0012（通常版）

## テレビアニメ
2012年4月から同年6月までTBS、MBS、CBCにて、同年5月から同年7月までBS-TBSにてそれぞれ放送された。「まんがタイムきらら」連載作品のアニメ化は『けいおん!!』以来2年ぶり3作目である。
作画面ではキャラクターデザインとして『GA 芸術科アートデザインクラス』で同職を担当した経験のある渡辺敦子が参加し、アニメーション制作も同じくAICが担当している。
本編中や場面転換にはアイコンやテロップを多用している。通常のアニメのような次回予告はなく、おまけコーナーである『あっちこっち幼稚園』（第9話のみ本編の続き）の中で下部に次回の内容を流している。なお、『あっちこっち幼稚園』は放送時点での原作のネタが少なかったため、回によってはアニメオリジナルのものもある。

### スタッフ
- 原作 - 異識（芳文社「まんがタイムきらら」連載）
- 監督 - 追崎史敏
- 副監督 - 鈴木薫
- シリーズ構成・脚本 - 天河信彦
- キャラクターデザイン - 渡辺敦子
- プロップデザイン・総作画監督 - 古川英樹
- 美術監督 - 田尻健一
- 色彩設計 - 古川篤史
- コンポジットディレクター - 今泉秀樹
- CGディレクター - 井口光隆
- 編集 - 宇都宮正記
- 音響監督 - 岩浪美和
- 音楽 - 横山克
- 音楽プロデューサー - 髙取昌史
- 音楽制作 - ポニーキャニオン
- プロデューサー - 田中潤一朗、髙取昌史、小林宏之、渡辺欽哉、浦城義明
- アニメーションプロデューサー - 先川幸矢
- アニメーション制作 - AIC
- 製作協力 - ポニーキャニオン、芳文社、AIC、BS-TBS
- 製作 - あっちこっち製作委員会、TBS

### 主題歌
オープニングテーマ「あっちでこっちで」
作詞 - はかせ / 作曲・編曲 - ARM / 歌 - あっち⇔こっち［つみき（大久保瑠美）、伊御（岡本信彦）、姫（福原香織）、真宵（生天目仁美）、榊（浅沼晋太郎）］
エンディングテーマ「手をギュしてね」
作詞 - オミ織葉 / 作曲・編曲 - uno / 歌 - 御庭つみき（大久保瑠美）

### 各話リスト
各話のサブタイトルには「⇔」が含まれており、話数によっては本編に関連したキーワードが含まれている。
| 話数                  | サブタイトル                        | 絵コンテ              | 演出          | 作画監督                              | あっちこっち幼稚園（次回予告）                                        | 放送日時      |
| --------------------- | ----------------------------------- | --------------------- | ------------- | ------------------------------------- | --------------------------------------------------------------------- | ------------- |
| EPISODE 1             | あっち⇔こっち                       | 追崎史敏              | 安藤貴史      | 古川英樹                              | よくできました。                                                      | 2012年 4月5日 |
| EPISODE 2             | 美味しいケーキと⇔ばれんたいんリップ | 岡本英樹              | 渡部周        | 草間英興                              | がんばりましょう。                                                    | 4月12日       |
| EPISODE 3             | 無情なる雪合戦⇔調理実習（燃）       | 釘宮洋                | 佐々木奈々子  | 杉本光司、菊池政芳 菊永千里           | いただきます。                                                        | 4月19日       |
| EPISODE 4             | つかまえたいの⇔恋のドナドナ         | 川口理恵              | 鈴木薫        | 森島範子                              | たすけてあげましょう。                                                | 4月26日       |
| EPISODE 5             | アタック!⇔にゃんばーにゃん!         | 玉川真人              | 安藤貴史      | 澤田譲治                              | きをつけましょう。                                                    | 5月3日        |
| EPISODE 6             | プールとYシャツと⇔宿題              | 大久保政雄            | 越田知明      | 川島尚                                | おやすみなさい。                                                      | 5月10日       |
| EPISODE 7             | 山だ! 川だ!⇔バーベキュー            | 川口理恵              | 渡部周        | 草間英興                              | なかよくしましょう。                                                  | 5月17日       |
| EPISODE 8             | 宿題の夏⇔祭りの夏                   | 古田丈司              | 古田丈司      | 渋谷秀                                | がまんしましょう。                                                    | 5月24日       |
| EPISODE 9             | ワタシを包んで!⇔恋とロマンの学園祭  | 佐々木奈々子 越田知明 | 佐々木奈々子  | 杉本光司、菊池政芳 藤田真弓、海保仁美 | おまけ 学園祭                                                         | 5月31日       |
| EPISODE 10            | くまエンカウント⇔ラブリマス         | 吉川浩司              | 越田知明      | 川島尚、野田康行                      | おえかきしましょう。                                                  | 6月7日        |
| EPISODE 11            | 今年もよろしく⇔もっちーげーむ       | 安藤貴史              | 安藤貴史      | 澤田譲治、伊藤依織子 松浦仁美         | あそびましょう。                                                      | 6月21日       |
| EPISODE 12            | 甘い宝石⇔チョコバーリトゥード       | 追崎史敏              | 吉田りさこ    | 小池智史                              | テレビ版：未放送（新番組の予告を放送） DVD/BD版：おつかれさまでした。 | 6月28日       |
| EPISODE 13 （未放送） | PLACE⇔PRINCESS                      | 平川哲生              | 鈴木薫 渡部周 | 森島範子、草間英興 古川英樹           | 新作はなし （第7〜12話のノンテロップ版をまとめて収録）                | -             |

### 放送局
| 放送地域   | 放送局       | 放送期間               | 放送日時           | 系列    | 備考                          |
| ---------- | ------------ | ---------------------- | ------------------ | ------- | ----------------------------- |
| 関東広域圏 | TBSテレビ    | 2012年4月5日 - 6月28日 | 木曜 25:25 - 25:55 | TBS系列 | 製作局 作品の舞台地（千葉県） |
| 近畿広域圏 | 毎日放送     | 2012年4月9日 - 7月2日  | 月曜 26:20 - 26:50 | TBS系列 |                               |
| 中京広域圏 | 中部日本放送 | 2012年4月19日 - 7月5日 | 木曜 26:00 - 26:30 | TBS系列 |                               |
| 日本全域   | BS-TBS       | 2012年5月5日 - 7月21日 | 土曜 25:00 - 25:30 | BS放送  | 製作協力                      |

### 関連商品

#### Blu-ray Disc / DVD
2012年6月6日から11月16日まで発売。初回封入特典としてグラフィグつみきと12ページからなるブックレットが封入されている。
| 巻数 | 発売日         | 収録話          | 規格品番   | 規格品番   | コメンタリーゲスト | コメンタリーゲスト  |
| 巻数 | 発売日         | 収録話          | BD         | DVD        | コメンタリーゲスト | コメンタリーゲスト  |
| ---- | -------------- | --------------- | ---------- | ---------- | ------------------ | ------------------- |
| 1    | 2012年6月6日   | 第1話 - 第2話   | PCXE-50174 | PCBE-54074 | 追崎史敏           | 大久保瑠美 福原香織 |
| 2    | 2012年7月4日   | 第3話 - 第4話   | PCXE-50175 | PCBE-54075 | 岡本信彦           | 大久保瑠美 福原香織 |
| 3    | 2012年8月1日   | 第5話 - 第6話   | PCXE-50176 | PCBE-54076 | 生天目仁美         | 大久保瑠美 福原香織 |
| 4    | 2012年9月5日   | 第7話 - 第8話   | PCXE-50177 | PCBE-54077 | 浅沼晋太郎         | 大久保瑠美 福原香織 |
| 5    | 2012年10月3日  | 第9話 - 第10話  | PCXE-50178 | PCBE-54078 | 渡辺敦子           | 大久保瑠美 福原香織 |
| 6    | 2012年11月16日 | 第11話 - 第13話 | PCXE-50179 | PCBE-54079 | 追崎史敏           | 大久保瑠美 福原香織 |
| BOX  | 2014年9月17日  | 第1話 - 第13話  | PCXE-60087 | -          | （上述）           | 大久保瑠美 福原香織 |

#### CD
| 発売日        | タイトル                                                                     | 規格品番   |
| ------------- | ---------------------------------------------------------------------------- | ---------- |
| 2012年4月18日 | あっちでこっちで                                                             | PCCG.70134 |
| 2012年4月18日 | 手をギュしてね                                                               | PCCG.70135 |
| 2012年5月16日 | あっちこっち キャラクターソングミニアルバム 〜お悩みゅーじっく・たーみなる〜 | PCCG.70135 |
| 2012年6月20日 | あっちこっち オリジナルサウンドトラック                                      | PCCG.01277 |
| 2014年9月17日 | 『あっちこっち』ミュージックベスト…and more!                                 | PCCG.01423 |

### WEBラジオ
『大久保瑠美・福原香織のあっちこっちステーション』は、2012年3月3日から7月28日まで超!A&G+で放送されたラジオ番組。全22回。
パーソナリティ
- 大久保瑠美（御庭つみき 役）、福原香織（春野姫 役）

ゲスト
- #7（2012年4月14日） - 生天目仁美（片瀬真宵 役）

関連CD

| 発売日        | タイトル                                                        | 規格品番   |
| ------------- | --------------------------------------------------------------- | ---------- |
| 2012年6月27日 | 大久保瑠美・福原香織のあっちこっちステーション ラジオDJCD VOL.1 | PCCG.01278 |
| 2012年8月29日 | 大久保瑠美・福原香織のあっちこっちステーション ラジオDJCD VOL.2 | PCCG.01279 |

## ゲーム
きららファンタジア
ドリコムによるスマートフォン向けのアプリゲームで、2020年9月10日より本作が参戦した。
参戦と同時につみき、姫、真宵の3人が、2021年7月7日にはキクヱがそれぞれ実装されている。